# Jean-Luc Mélenchon
Jean-Luc Mélenchon (pronunțat în francezăⓘ; n. 19 august 1951, Tanger, Zona Internațională Tanger⁠(d)) este un politician francez de extremă-stânga care a fost membru al Adunării Naționale, reprezentând Circumscripția a 4-a din Bouches-du-Rhône din 2017 până în 2022. A condus Grupul La France Insoumise (LFI) în Adunarea Națională din 2017 până în 2021 și a candidat la președinția Franței de trei ori; în 2012, 2017 și 2022. În 2022 a fost la 1.2 puncte procentuale de a ajunge în turul doi în cadrul sistemul de vot în două tururi al Franței.
După ce s-a alăturat Partidului Socialist (PS) în 1976, a fost ales succesiv consilier municipal al orașului Massy, în 1983, și consilier general al orașului Essonne, în 1985. Un an mai târziu, a intrat în Senat, unde a și fost reales în 1995 și 2004.
De asemenea, a fost ministru al educației vocaționale între 2000 și 2002, sub ministrul educației naționale Jack Lang, în guvernul de coabitare al lui Lionel Jospin. A făcut parte din stânga Partidului Socialist (PS) până la Congresul de la Reims din noiembrie 2008, când a părăsit partidul pentru a fonda Partidul de Stânga, împreună cu Marc Dolez, alt membru al Adunării Naționale. Mélenchon a ocupat mai întâi funcția de președinte al partidului, înainte de a deveni copreședinte, alături de Martine Billard, funcție pe care a deținut-o până în 2014.
În calitatea sa de copreședinte, s-a alăturat coaliției electorale a Frontului de Stânga (FS) înainte de alegerile pentru Parlamentul European din 2009; a fost ales deputat în Parlamentul European (PE) în circumscripția franceză Sud-Vest și reales în 2014. El a devenit candidatul Frontului de Stânga la alegerile prezidențiale din 2012, moment în care a ajuns pe locul patru, primind 11,1% din voturi în primul tur.
Mélenchon a fondat partidul de extrema-stânga La France Insoumise (Franța Nesupusă) în februarie 2016. El a candidat și la alegerile prezidențiale din 2017, ajungând din nou pe locul patru, cu 19,6% din voturi obținute în primul tur. A devenit membru al Adunării Naționale din partea LFI în urma alegerilor legislative din 2017, obținând 59,9% în al doilea tur în a 4-a Circumscripție Electorală a Bouches-du-Rhône, situată în centrul Marsiliei (al doilea oraș ca mărime al Franței).
Politicianul s-a poziționat din nou sub steagul LFI la alegerile prezidențiale din 2022, ajungând pe locul al treilea cu 21,95% din voturi, la aproape un punct distanță de calificarea în al doilea tur. După aceasta, el a condus nou-formata alianță de partide Noua Uniune Populară Ecologică și Socială (NUPES) la o performanță pe locul doi la alegerile legislative din Franța din 2022.

## Biografie

### Viața timpurie (1951–1976)
Jean-Luc Mélenchon s-a născut în Tanger (Zona Internațională Tangier), Maroc. Tatăl său, Georges, a fost un director de poștă, de origine spaniolă, iar mama sa, Jeanine Bayona, a fost profesoară de școală primară cu origini spaniole și siciliene. A crescut în Maroc, până când familia sa s-a mutat în Franța în 1962.
Mélenchon a fost apoi educat la Liceul „Pierre-Corneille”, o școală gimnazială de stat din Rouen, Normandia. Obținând o diplomă în filozofie la Universitatea Franche-Comté din Besançon și după ce a obținut un CAPES, a devenit profesor înainte de a intra în politică.

### Lider socialist și mitterandist (1976–1986)
Jean-Luc Mélenchon a părăsit Besançon pentru a-și începe viața profesională la Lons-le-Saunier și s-a alăturat Partidului Socialist (PS) în septembrie 1976. Acesta și-a asumat curând responsabilități adminstrative locale și departamentale (secretar-adjunct în Montaigu) și a dezvoltat un ziar federal care milita pentru o unire între PS și Partidul Comunist Francez (PCF), deși, în acea perioadă, PCF a încălcat acordurile Uniunii de Stânga (US) privind un program comun de guvernare. El a intrat apoi în atenția lui Claude Germon, primarul orașului Massy, din departamentul Essonne, și membru al biroului executiv al PS, responsabil cu sectorul de afaceri. Fără o muncă stabilă după ce cererea sa de colaborare a fost respinsă de ziarul Croix du Jura, a fost angajat de Claude Germon ca secretar privat.
A devenit unul dintre liderii mitterandiști ai federației stângiste de la Essonne, ceea ce l-a adus în funcția de prim-secretar al acesteia la Congresul de la Valence, din 1981; a rămas în această funcție până în 1986. În acea perioadă, s-a poziționat atât împotriva noului curent stângist reprezentate de ideologia celei de-A Doua Stângi, a lui Michel Rocard, cât și împotriva Centrului de Studii, Cercetări și Educație Socialistă al lui Jean-Pierre Chevènement⁠(d).
A fost ales senator în timpul alegerilo senatoriale din 1986.

### Plecarea de la socialiști și înființarea Partidului de Stânga (2008–2012)
La Congresul de la Reims, în septembrie 2008, odată cu ascensiunea aripii PS Trait d'union (Cratima), creat după victoria celor care au votat „Nu” la referendumul din 2005 al Constituției Europene a Franței, Mélenchon a adus o nouă contribuție. În ajunul depunerii moțiunilor aripilor partidului, s-a ajuns la un acord intern între cele scrise de aripa stângii din PS, iar Jean-Luc Mélenchon a fost unul dintre semnatarii Moțiunii C, intitulată Une monde d'avance („O lume înainte”), condusă de Benoît Hamon. El a descris această adunare drept un „eveniment istoric”: Pentru prima dată, această moțiune a reunit toate verigile slabe ale aripii stângi din PS, cu personalități emblematice precum Gérard Filoche, Marie-Noëlle Lienemann și Paul Quilès.
Pe 6 noiembrie 2008, militanții socialiști au votat pentru a decide între 6 moțiuni. Moțiunea susținută de Ségolène Royal a condus cu aproximativ 29% din voturile exprimate, în timp ce cea condusă de Benoît Hamon s-a clasat pe locul patru cu 18,5%. Crezându-se prea îndepărtat de această tendință a partidului, până la punctul în care a considerat că nu ar mai fi util să participe la congrese, Jean-Luc Mélenchon și Marc Dolez și-au anunțat pe 7 noiembrie decizia lor, „din fidelitate față de angajamentele lor” și pentru „independența lor de acțiune”, și anume să părăsească Partidul Socialist și să creeze o nouă mișcare, „fără concesii în fața dreptei”.
Cei doi au anunțat construirea unui nou partid de stânga, numit simplu: Parti de gauche (Partidul de Stânga), pe modelul germanului Die Linke, cerând astfel constituirea unui front stângist pentru alegerile europene”. La 18 noiembrie, într-o întâlnire cu Partidul Comunist Francez, cele două formațiuni și-au anunțat alianța sub forma unui parteneriat. Reuniunea de lansare a PdS a avut loc pe 29 noiembrie la Saint-Ouen, în prezența copreședintelui Die Linke, Oskar Lafontaine.

### Prima candidatură la prezidențiale (2012)
Mélenchon a fost candidatul care a reprezentat Frontul de Stânga (FS, alcătuit din Partidul Comunist, Partidul de Stânga și Stânga Unitară) la alegerile prezidențiale franceze din 2012. El a ocupat locul al patrulea și a obținut 11,10% din voturi, după François Hollande (Partidul Socialist, PS), Nicolas Sarkozy (Uniunea pentru o Mișcare Populară, UMP) și Marine Le Pen (Frontul Național, FN). În comparație, câștigătorul, François Hollande, a primit 28,63% din voturi.

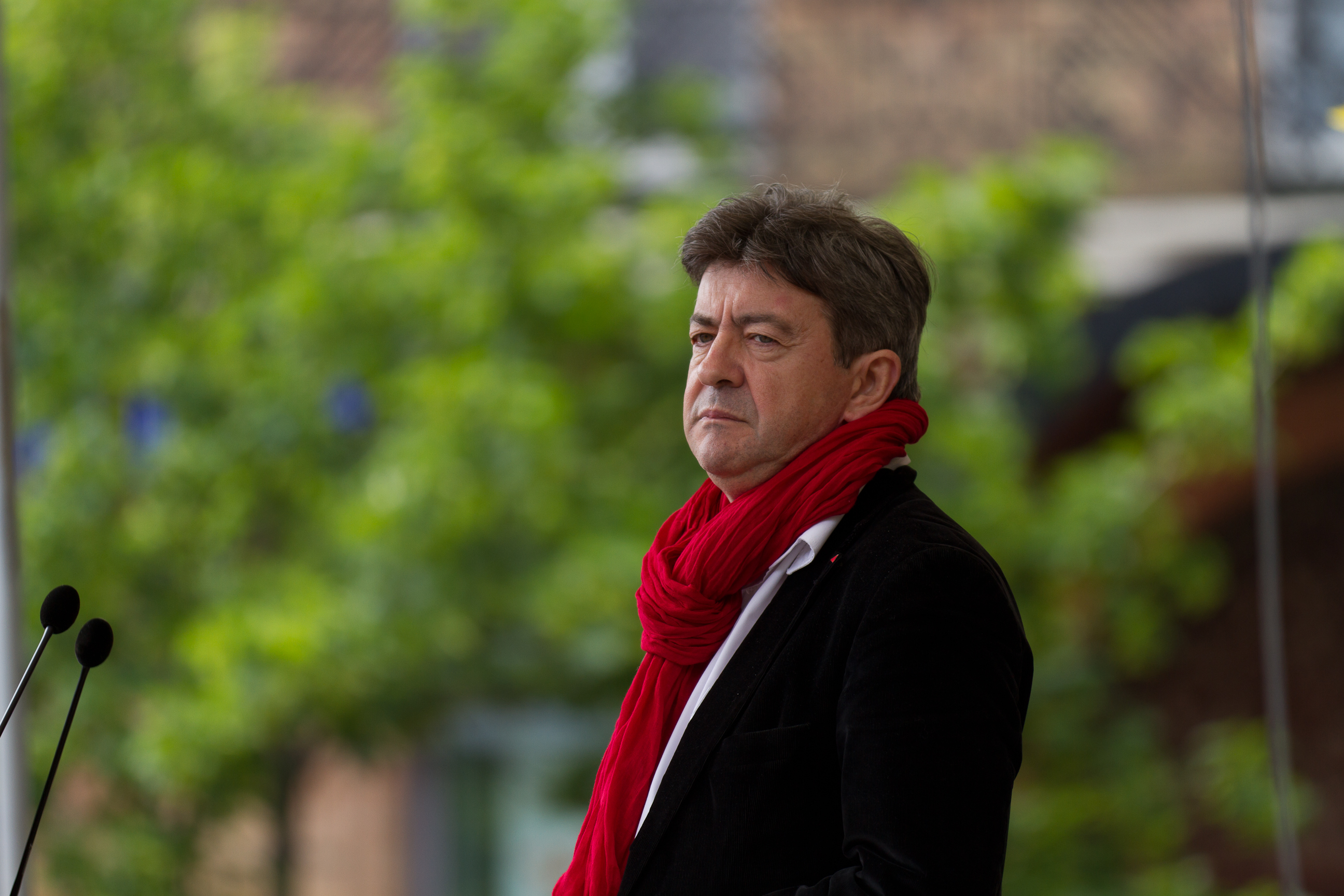
Mélenchon în 2013, la Toulouse.

### Președinția lui François Hollande (2012–2017)
Mélenchon a reprezentat FS în A 11-a Circumscripție Electorală din Pas-de-Calais, împotriva rivalei sale Marine Le Pen, care a avut peste 31% la alegerile prezidențiale. El a ajuns pe locul al treilea, cu 21,46% din voturi, depășit fiind de membrul PS Phillip Kemel. Mélenchon a decis să nu se prezinte în turul doi al alegerilor după acest rezultat.
În timpul președinției lui François Hollande, Mélenchon a devenit una dintre cele mai critice voci stângiste împotriva politicilor sale centriste de piață liberă. Acesta le-a considerat o trădare față de cultura și ideile stângii franceze.

### A doua candidatură la prezidențiale (2017)
Pe 10 februarie 2016, Mélenchon a lansat platforma politică de stânga La France Insoumise (LFI, Franța Nesupusă) în timpul unui interviu la postul de televiziune francez TF1. La France Insoumise a fost susținută ulterior de mai multe partide, cum ar fi Partidul de Stânga și PCF, pe lângă membri ai Europa, Ecologie - Verzii, cum ar fi Sergio Coronado⁠(d), membru al adunării pentru a 2-a Circumscripție de Peste Mări, sau primarul din Grenoble, Éric Piolle⁠(d).
Pe 12 ianuarie 2017, Mélenchon și-a desemnat cei 500 de sponsori aleși, care trebuie validați de Consiliul Constituțional. Benoît Hamon a câștigat nominalizarea pentru PS, pe o platformă stângistă, învingându-l pe fostul prim-ministru, Manuel Valls, cu 58 la 41. Noul ales a anunțat la TF1, pe 27 februarie, că el și Melenchon au fost în discuții pentru a forma o alianță, dar pozițiile lor față de Uniunea Europeană i-au separat, întrucât poziția lui Mélenchon era să renegocieze tratatele UE sau să organizeze un referendum. France 24 a raportat de asemenea că adunarea punctajelor lor ar trimite un candidat comun pe primul sau al doilea loc.
Jean-Luc Mélenchon s-a menținut la un nivel constant de 12% pentru cea mai mare parte a campaniei, până la o creștere întârziată care l-a pus chiar în spatele locului trei, Francois Fillon, cu 18%. Această creștere târzie se datorează în principal performanței lui Mélenchon în cadrul celei de-a doua dezbateri prezidențiale găzduite de BFM TV și CNews, unde, potrivit unui sondaj a fost considerat cel mai convingător candidat, cu 25%. Cu toate acestea, nu s-a calificat pentru al doilea tur de scrutin, obținând 19,6% din voturi în primul și plasându-se abia pe locul patru.
După primul tur, Mélenchon a refuzat să-l susțină pe Macron și le-a spus alegătorilor săi că niciun vot nu ar trebui să meargă la Frontul Național, așa cum făcuse el în 2002. În urma criticilor constante pentru această alegere, Mélenchon i-a invitat pe membrii LFI să voteze pe cine îl va susține el, alegerile fiind Vot pentru Emmanuel Macron, Vot Nul sau Abținere, rezultatul fiind anunțat pe 2 mai. 36,12% au votat nul, 34,83% au ales să-l susțină pe Macron, iar 29,05% s-au abținut.
Pozițiile sale de campanie au inclus intenția de a înființa o A Șasea Republică și de a conserva mediul. Potrivit ONG-urilor pentru ajutor acordat dezvoltării Action Against Hunger, Action Santé Mondiale, CARE France și ONE Campaign, Jean-Luc Mélenchon a fost candidatul la alegerile prezidențiale care s-a dovedit cel mai implicat în ceea ce privește solidaritatea cu probleme internaționale. Împreună cu alți intelectuali francezi, el denunță energic comerțul liber între Franța și Statele Unite ca exemplu de exploatare globală.

### Membru al Adunării Naționale (2017–2022)

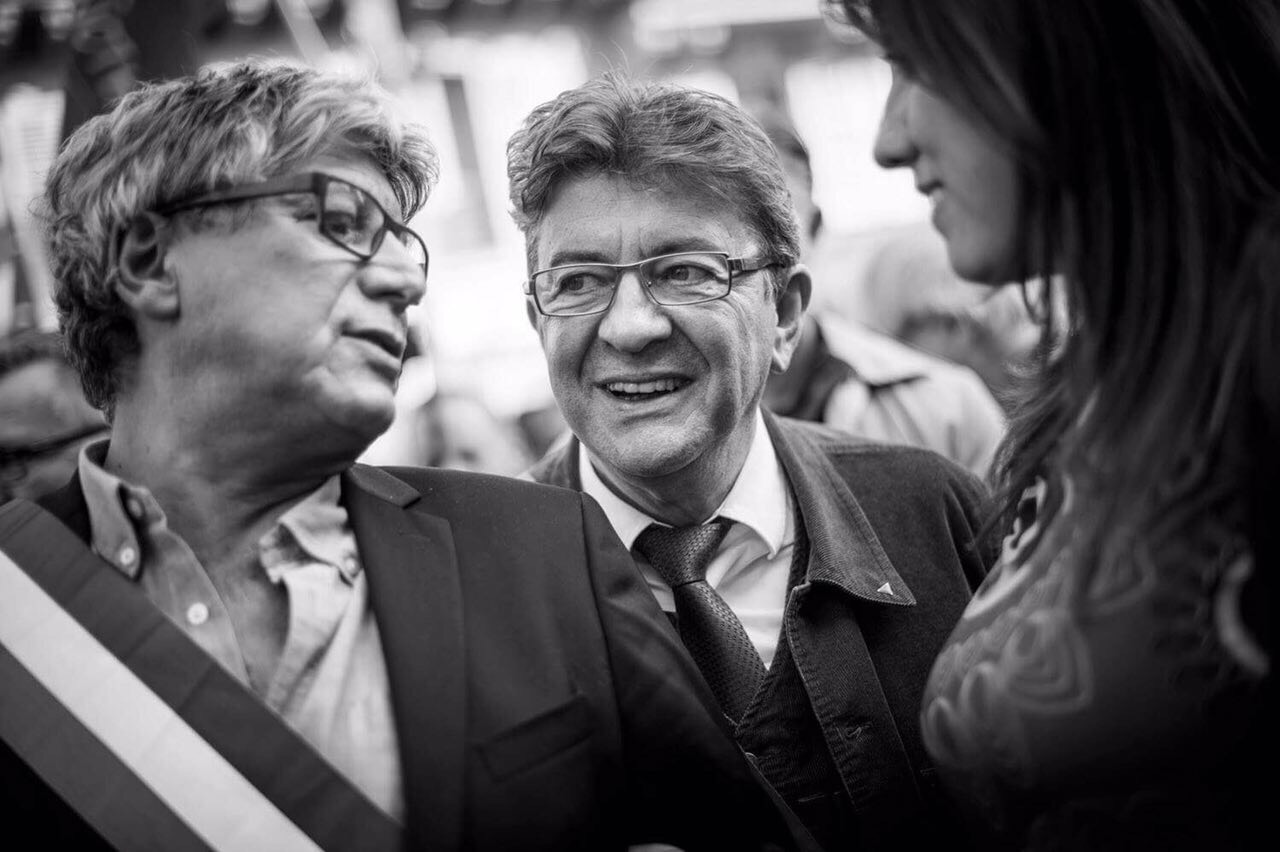
Mélenchon cu unul din colegii săi parlamentari, Éric Coquerel, în 2017.

În iunie 2017, Mélenchon a devenit membru al Adunării Naționale din partea La France Insoumise, după victoria sa la alegerile legislative din Circumscripția a 4-a din Bouches-du-Rhône, care acoperă majoritatea centrului Marsiliei. A câștigat 59,9% din voturi în turul doi, împotriva candidatei Corrine Versini, membră a partidului En Marche! Tot el l-a învins și pe Patrick Mennucci în primul tur, un membru notabil al Partidului Socialist din Marsilia.
Alegerea sa în Adunarea Națională a atras atenția presei naționale. În timpul examinării proiectului privind Legea Muncii din 2017, s-a remarcat în Adunare pentru multiplele sale intervenții, apărând status quo-ul Codului Muncii, împreună cu colegii săi din LFI, argumentând că flexibilizarea legii ar dăuna muncitorilor. El a mai atras încă o dată atenția presei atunci când a venit în Parlament cu o pungă de mâncare în valoare de cinci euro, pentru a critica o reducere a beneficiilor studenților pe care o plănuia guvernul.
În decembrie 2019, Mélenchon a primit o pedeapsă de închisoare cu suspendare, de trei luni, pentru rebeliune și provocare, în urma unei altercații cu ofițerii de poliție care veniseră să execute un mandat la sediul LFI din Paris.

### Alegerile din 2022

Harta primului tur al alegerilor prezidențiale franceze din 2022. Cu roșu este arătat Mélenchon.

Mélenchon a fost candidat la președintie în cadrul alegerilor prezidențiale franceze din 2022. El a fost unul dintre cei trei candidați puși fără acordul lor în buletinul de vot pentru Primarul Poporului Francez din 2022, un vot neoficial pentru un candidat comun de stânga; a fost ales al treilea din șapte, în spatele lui Christiane Taubira⁠(d) și Yannick Jadot⁠(d). Taubira s-a retras în martie și l-a susținut pe Mélenchon. În sondaje, procentajele lui Mélenchon au crescut în ultimele săptămâni de campanie, dându-i șanse să ajungă în turul doi.
În primul tur de scrutin, a ajuns pe locul trei, cu 22% din voturi, în spatele președintelui Emmanuel Macron (28%) și al lui Marine Le Pen (23%). Doar primii doi clasați continuă în turul doi, așa că Mélenchon a fost eliminat după ce au fost certificate rezultatele primei runde. Mélenchon și-a sfătuit alegătorii să nu voteze pentru Le Pen în al doilea tur, dar nu l-a susținut în mod direct pe Macron, iar astfel cei 7,7 milioane de alegători ai săi din primul tur au devenit un segment demografic cheie în turul doi. Acesta fost cel mai popular candidat printre alegătorii cu vârsta cuprinsă între 24 și 35 de ani și în departamentele transoceanice, din Martinica, Guadelupa, Guyana Franceză, Réunion, Saint Pierre și Miquelon și Saint Martin, obținând majorități în mai multe dintre aceste jurisdicții. De asemenea, a fost cel mai votat candidat în Île-de-France.
Mélenchon nu a candidat din nou din partea Circumscripției din Marsilia, oferindu-i lui Manuel Bompard⁠(d) să candideze în locul său. Mélenchon a condus coaliția Nouvelle Union Populaire, Ecologiste et Social (Noua Uniune Populară, Ecologică și Socială, sau NUPES) din mai. La alegerile parlamentare din 2022, NUPES a câștigat 131 de locuri.